# Тиле, Герхард
Ге́рхард Па́уль Ю́лиус Ти́ле (нем. Gerhard Paul Julius Thiele; род. 2 сентября 1953, Хайденхайм-ан-дер-Бренц, Баден-Вюртемберг, ФРГ) — немецкий физик, 9-й астронавт ФРГ, астронавт ЕКА.

## Образование
Герхард Тиле окончил гимназию Фридриха Шиллера в Людвигсбурге в 1972 году.
В 1972—1976 гг. служил в Военно-морских силах Германии в качестве офицера боевой части на патрульных катерах S-148. Уволившись из армии, занялся изучением физики в Мюнхенском университете Людвига-Максимилиана (бакалавр наук, 1978 г.) и Гейдельбергском университете (магистр наук, 1982 г.). В 1985 году получил докторскую степень в Институте экологической физики при Гейдельбергском университете.
В 1986—1987 гг. стажировался в Принстонском университете.
Является членом Германского физического общества, Американского геофизического союза, членом подкомитета по освоению Луны и Марса Международной академии астронавтики, членом Немецкого сообщества аэронавтики и астронавтики.

## Космическая подготовка
В августе 1987 года в Германии был проведён набор астронавтов для полёта по программе Spacelab D-2 на космическом корабле «Спейс шаттл». Герхард Тиле оказался одним из пяти отобранных кандидатов. С 1988 по 1990 год он проходил общекосмическую подготовку в Германском аэрокосмическом центре (DLR). Подготовка, в частности, включала полёты на самолёте КС-135 по параболической траектории на временную невесомость. Тиле совершил на нём более 1300 полётов. В октябре 1992 года получил назначение в экипаж в качестве специалиста по полезной нагрузке. В 1991—1992 гг., во время проведения набора второго набора в отряд астронавтов ЕКА, был одним из пяти кандидатов от Германии в отряд астронавтов ЕКА, но зачислен в него не был, оставаясь астронавтом DLR.
В ходе полёта STS-55 являлся координатором связи с экипажем шаттла «Колумбия», находясь в немецком центре управления полётами в Оберпфаффенхофене.
В июле 1996 года направлен в Хьюстон, где проходил подготовку в Центре им. Джонсона вместе с 16-м набором НАСА. Получив в августе 1998 года квалификацию специалиста полёта, был зачислен в отряд астронавтов ЕКА, базирующийся в Кёльне.
В октябре 1998 года получил назначение в экипаж шаттла «Индевор» (STS-99).

## Полёт на «Индеворе»
Свой единственный космический полёт Герхард Тиле совершил 11—22 февраля 2000 года на американском шаттле «Индевор» (STS-99) по программе SRTM. Главной задачей этого полёта являлось выполнение радарной топографической съёмки поверхности Земли. Составление трёхмерных цифровых карт земной поверхности с высоким разрешением (1 метр) выполнялось впервые. Съёмки велись в полосе между 60° с. ш. и 56° ю. ш. Специалист полёта Тиле отвечал за работу радара. Г. Тиле провёл в полёте 11 суток 5 часов 38 минут 50 секунд.
Статистика
| # | Стартовый корабль | Старт                 | Экспедиция | Корабль посадки | Посадка               | Налёт                      | Выходы в открытый космос | Время в открытом космосе |
| - | ----------------- | --------------------- | ---------- | --------------- | --------------------- | -------------------------- | ------------------------ | ------------------------ |
| 1 | Индевор STS-99    | 11.02.2000, 17:43 UTC | STS-99     | Индевор STS-99  | 22.02.2000, 23:22 UTC | 11 суток 05 часов 38 минут | 0                        | 0                        |
|   |                   |                       |            |                 |                       | 11 суток 05 часов 38 минут | 0                        | 0                        |

## Послеполётная деятельность
По завершении космического полёта Герхард Тиле был назначен в НАСА оператором связи с экипажем (первым из европейцев).
В 2001 году стал главой управления космических операций при Европейском центре астронавтов (ЕЦА). В августе 2002 — апреле 2003 года был исполняющим обязанности руководителя отдела астронавтов.
В мае 2003 года направлен в ЦПК им. Ю. А. Гагарина для прохождения подготовки к международной экспедиции на орбитальную станцию «Мир» в качестве бортинженера. Был назначен в дублирующий экипаж (в основном экипаже Европейское космическое агентство представлял голландец Андре Кёйперс). В период выполнения полёта Кёйперсом на Союзе ТМА-4 19—30 апреля 1997 года Тиле являлся координатором связи с экипажем в ЦУПе.
В августе 2005 года Герхард Тиле стал руководителем отдела астронавтов ЕЦА вместо Мишеля Тонини, в связи с чем покинул отряд астронавтов.
С 1 апреля 2010 года Герхард Тиле — постоянный член Европейского института по политике в области космического пространства (European Space Policy Institute, ESPI) в Вене.

## Награды
- Офицер ордена «За заслуги перед Федеративной Республикой Германия» (1993 год)
- Медаль «За космический полёт» (2000 год)

## Личная жизнь

### Семья
Женат, имеет четверых детей.

### Увлечения
Кулинария, музыка, чтение и спорт, особенно бадминтон.